# Maraces coelichneumonopsis
Maraces coelichneumonopsis là một loài tò vò trong họ Ichneumonidae.